# مونت‌کلمنز (میشیگان)
مونت‌کلمنز، میشیگان (به انگلیسی: Mount Clemens, Michigan) یک شهر در ایالات متحده آمریکا با جمعیت ۱۶٬۳۱۴ نفر است که در میشیگان واقع شده‌است.

## موقعیت جغرافیایی
موقعیت جغرافیایی شهرها و مناطق اطراف به شرح زیر است:

## نگارخانه

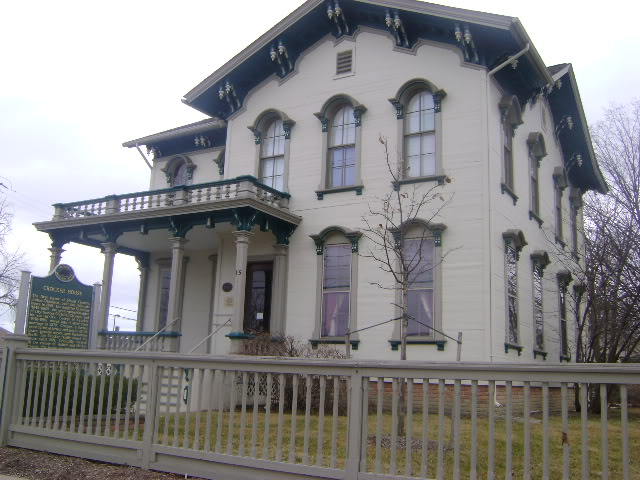
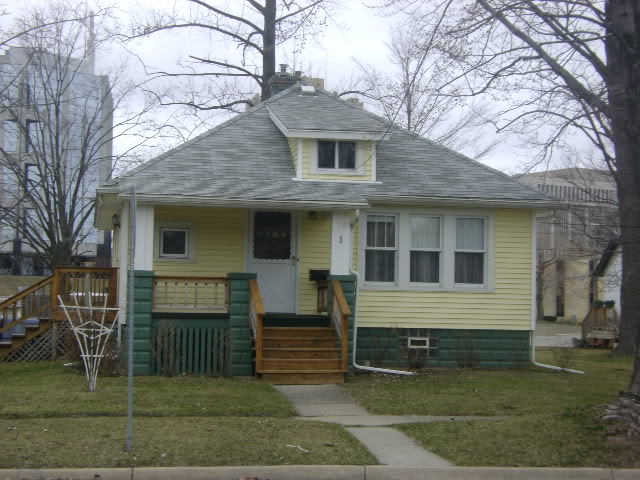
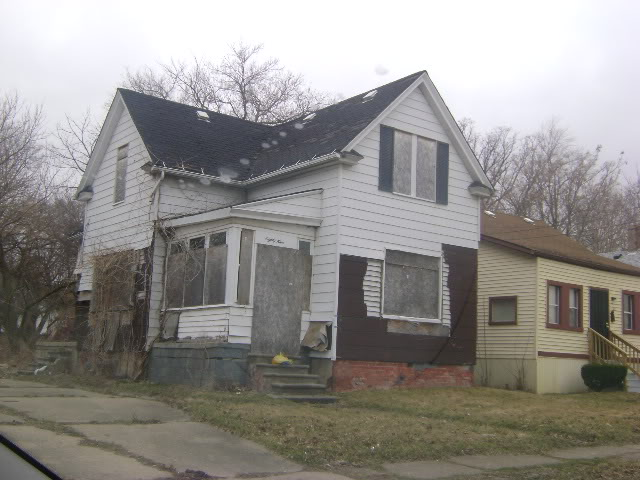
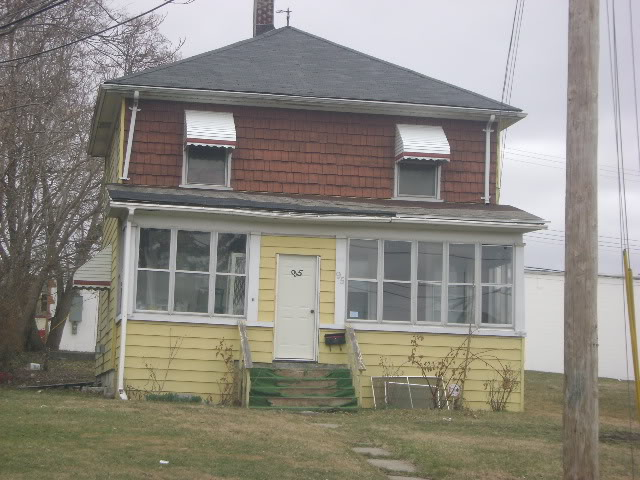
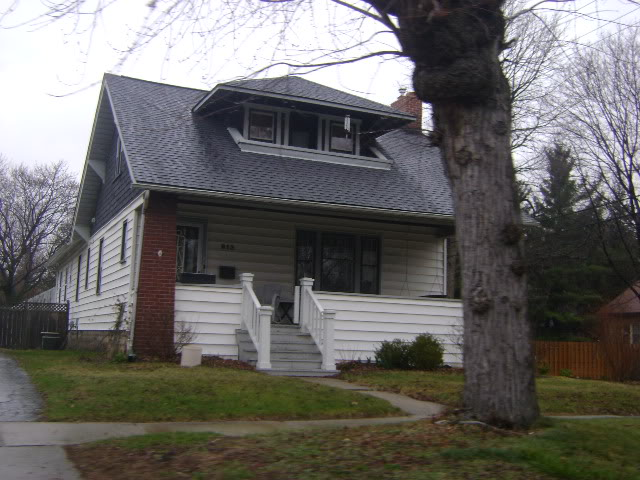
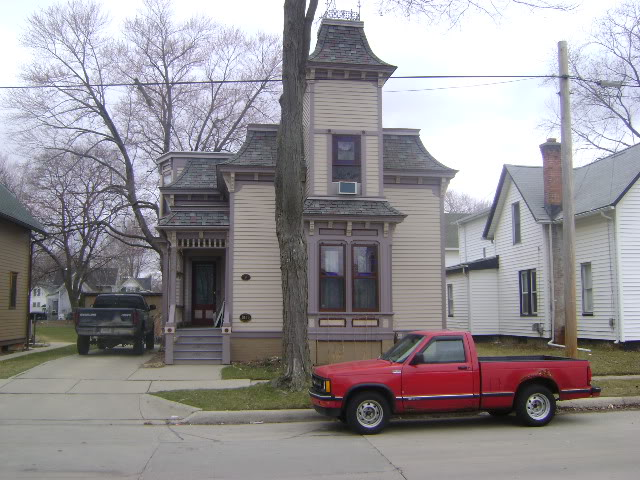
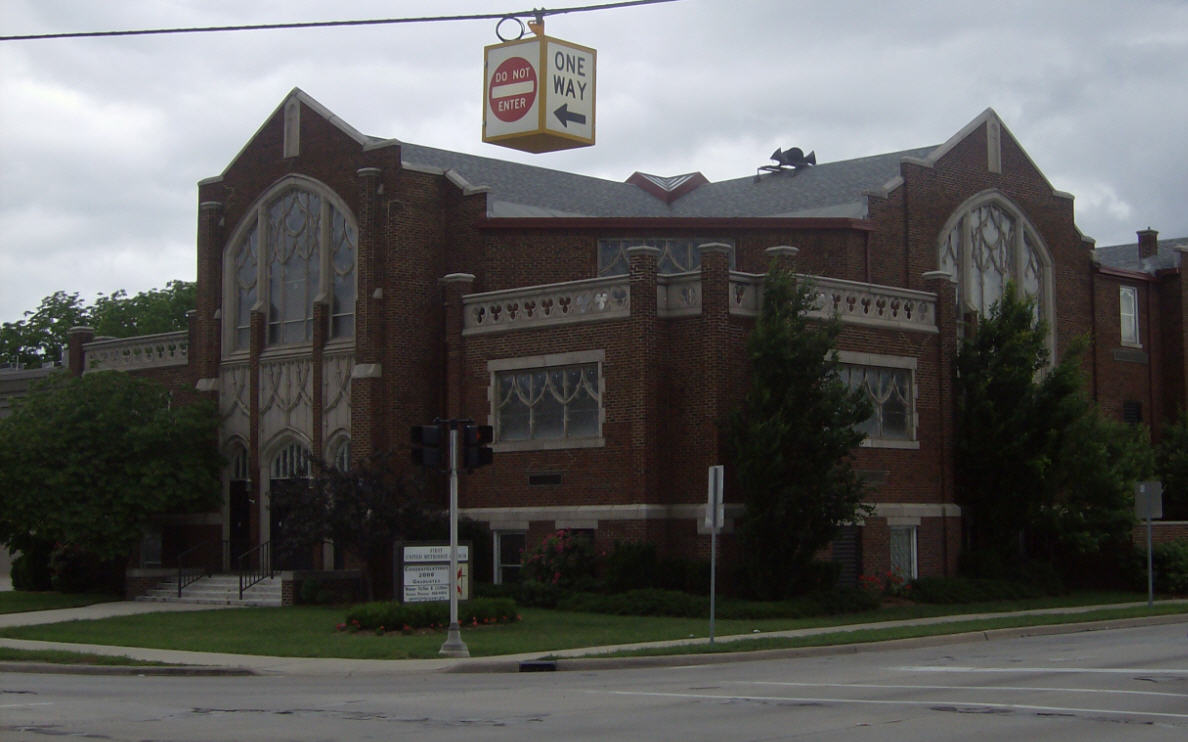